# Championnat de France de rugby à XV de 2e division 1998-1999
Navigation
Groupe A2 1997-1998 Élite 2 1999-2000
Le championnat de France de rugby à XV de 2e division 1998-1999 appelé Élite 2 est l'antichambre de la première division, le Elite 1. La compétition de déroule de septembre 1998 au 30 mai 1999.
Les 16 clubs qui participent à cette compétition ne rencontrent que 11 de leurs concurrents en matchs aller-retour.

## Phase régulière

### Classement
| Rang | Club                  | J  | V  | N | D  | Pm  | Pe  | Diff | Pts |
| ---- | --------------------- | -- | -- | - | -- | --- | --- | ---- | --- |
| 1    | Stade montois (P)     | 22 | 17 | 3 | 2  | 666 | 358 | +308 | 59  |
| 2    | US Montauban          | 22 | 16 | 0 | 6  | 512 | 395 | +117 | 54  |
| 3    | FCS Rumilly           | 22 | 15 | 1 | 6  | 578 | 422 | +156 | 53  |
| 4    | CA Lannemezan (P)     | 22 | 12 | 1 | 9  | 417 | 387 | +30  | 47  |
| 5    | Montpellier RC (R)    | 22 | 12 | 0 | 10 | 464 | 414 | +50  | 46  |
| 6    | Aviron bayonnais      | 22 | 11 | 1 | 10 | 446 | 385 | +61  | 45  |
| 7    | RC Orléans            | 22 | 10 | 3 | 9  | 418 | 459 | -41  | 45  |
| 8    | US Tyrosse            | 22 | 10 | 1 | 11 | 440 | 401 | +39  | 43  |
| 9    | Stade dijonais        | 22 | 10 | 0 | 12 | 407 | 463 | -56  | 42  |
| 10   | RC Strasbourg         | 22 | 8  | 3 | 11 | 419 | 452 | -33  | 41  |
| 11   | Balma ORC             | 22 | 9  | 1 | 12 | 413 | 467 | -54  | 41  |
| 12   | Avenir valencien      | 22 | 8  | 2 | 12 | 349 | 372 | -23  | 40  |
| 13   | Lombez Samatan Club   | 22 | 7  | 3 | 12 | 389 | 482 | -93  | 39  |
| 14   | Stade bordelais (P)   | 22 | 8  | 1 | 13 | 341 | 496 | -155 | 39  |
| 15   | US La Teste           | 22 | 7  | 1 | 14 | 447 | 506 | -59  | 37  |
| 16   | FC Villefranchois (P) | 22 | 5  | 1 | 16 | 408 | 655 | -247 | 33  |

|  | Qualification pour les demi-finales (no 1, no 2). |
|  | Qualification pour les barrages (no 3, no 4, no 5, no 6). |
|  | Relégation en Fédérale 1 (no 6, no 7, no 8, no 9, no 10). |
|  | R : relégués 1998 • P : promus 1998 V : victoires • N : matchs nuls • D : défaites • PM : points marqués • PE : points encaissés • Diff : différence de points. |

### Tableau final
|  | Barrages             | Barrages         |                    |             | Demi-finales      | Demi-finales |  |  | Finale      | Finale      |
|  | Barrages             | Barrages         |                    |             | Demi-finales      | Demi-finales |  |  | Finale      | Finale      |
|  |                      |                  |                    |             |                   |              |  |  |             |             |
|  | 16 mai 1999          | 16 mai 1999      |                    |             | 23 mai 1999       | 23 mai 1999  |  |  | 30 mai 1999 | 30 mai 1999 |
|  | 16 mai 1999          | 16 mai 1999      |                    |             | 23 mai 1999       | 23 mai 1999  |  |  | 30 mai 1999 | 30 mai 1999 |
|  | 16 mai 1999          | 16 mai 1999      | [1] Stade montois  | 42          |                   |              |  |  | 30 mai 1999 | 30 mai 1999 |
|  | [4] CA Lannemezan    | 26               | [1] Stade montois  | 42          |                   |              |  |  | 30 mai 1999 | 30 mai 1999 |
|  | [4] CA Lannemezan    | 26               | [5] Montpellier HR | 13          |                   |              |  |  | 30 mai 1999 | 30 mai 1999 |
|  | [5] Montpellier HR   | 27               | [5] Montpellier HR | 13          |                   |              |  |  | 30 mai 1999 | 30 mai 1999 |
|  | [5] Montpellier HR   | 27               | 23 mai 1999        | 23 mai 1999 | [1] Stade montois | 34           |  |  |             |             |
|  | 16 mai 1999          |                  | 23 mai 1999        | 23 mai 1999 | [1] Stade montois | 34           |  |  |             |             |
|  |                      | [2] US Montauban | 23 mai 1999        | 23 mai 1999 | 15                |              |  |  |             |             |
|  | [3] FCS Rumilly      | [2] US Montauban | 23 mai 1999        | 23 mai 1999 | 15                | 20           |  |  |             |             |
|  | [3] FCS Rumilly      | [3] FC Rumilly   | 6                  |             |                   | 20           |  |  |             |             |
|  | [6] Aviron Bayonnais | [3] FC Rumilly   | 6                  | 15          |                   |              |  |  |             |             |
|  | [6] Aviron Bayonnais | [2] US Montauban | 15                 | 15          |                   |              |  |  |             |             |
|  |                      | [2] US Montauban | 15                 |             |                   |              |  |  |             |             |

### Finale
| 30 mai 1999 | Stade montois | 34 - 15 (19 - 3) | US Montauban                                                                                         | Stade Armandie, Agen 10 000 spectateurs Arbitre : Didier Mené |
| 30 mai 1999 | Essai(s) : 3 Monbeig (29e), Parent (47e), Darricarrère (69e) Transformation(s) : 2 (29e et 69e) Serevi Pénalité(s) : 4 (10e, 21e, 3e, 59e) Serevi Drop(s) : 1 (1e) Serevi Carton(s) jaune(s) : 2 (14e) Capdeville, (35e) Alaoui |                  | Essai(s) : 2 Grand (18e), Véron (75e) Transformation(s) : 1 (65e) Caceres Pénalité(s) : 1 (5e) Pébay | Stade Armandie, Agen 10 000 spectateurs Arbitre : Didier Mené |
| 30 mai 1999 | |                  | | Stade Armandie, Agen 10 000 spectateurs Arbitre : Didier Mené |

| Titulaires Darquier 15 Ducamp 14 Darricarrère 13 Leven puis Dauba 12 Marson puis Labrouche 11 Serevi 10 Pedehontaa 9 Monbeig puis Prospero 8 Lalanne 7 Alaoui 6 Parent puis Villaucabeza 5 Lago 4 Capdeville puis Michaud 3 Dehez puis Boizot 2 Tapié puis Pin 1 |  | Titulaires Caceres 15 Maymat 14 Cavagnoli 13 Gordo puis Dubéros 12 Dubéros puis Bertrand 11 Pébay puis Gordo 10 Méric puis Pédurand 9 Sergueev 8 Rocchi puis Soldan 7 Colomé puis Grand 6 Durante 5 Landes 4 Allègre puis Véron 3 Bason 2 Bonnet puis Lacombre 1 |